# 10.ª etapa do Tour de France de 2021
A 10.ª etapa do Tour de France de 2021 teve lugar a 6 de julho de 2021 entre Albertville e Valence sobre um percurso de 190,7 km e foi vencida pelo britânico Mark Cavendish da equipa Deceuninck-Quick Step. O esloveno Tadej Pogačar conseguiu manter o maillot amarelo um dia mais.

## Classificação da etapa
| Albertville - Valence | etapa plana | (190,7 km) |

| \| Classificação por etapas \| Classificação por etapas \| Classificação por etapas \| Classificação por etapas \| Classificação por etapas \| \| Ciclista \| Ciclista \| Equipe \| Tempo \| \| \| ------------------------ \| ------------------------ \| ------------------------ \| ------------------------ \| ------------------------ \| \| 1. \| Mark Cavendish \| Deceuninck-Quick Step \| 4h14m07s \| \| \| 2. \| Wout van Aert \| Jumbo-Visma \| + 0s \| \| \| 3. \| Jasper Philipsen \| Alpecin-Fenix \| + 0s \| \| \| 4. \| Nacer Bouhanni \| Arkéa-Samsic \| + 0s \| \| \| 5. \| Michael Matthews \| BikeExchange \| + 0s \| \| \| 6. \| Michael Mørkøv \| Deceuninck-Quick Step \| + 0s \| \| \| 7. \| André Greipel \| Israel Start-Up Nation \| + 0s \| \| \| 8. \| Peter Sagan \| Bora-Hansgrohe \| + 0s \| \| \| 9. \| Anthony Turgis \| TotalEnergies \| + 0s \| \| \| 10. \| Cees Bol \| Team DSM \| + 0s \| \| |                  |                        |          |
| |                  |                        |          |
| Fonte: ProCyclingStats |                  |                        |          |
| Classificação por etapas |                  |                        |          |
| Ciclista | Ciclista         | Equipe                 | Tempo    |
| 1. | Mark Cavendish   | Deceuninck-Quick Step  | 4h14m07s |
| 2. | Wout van Aert    | Jumbo-Visma            | + 0s     |
| 3. | Jasper Philipsen | Alpecin-Fenix          | + 0s     |
| 4. | Nacer Bouhanni   | Arkéa-Samsic           | + 0s     |
| 5. | Michael Matthews | BikeExchange           | + 0s     |
| 6. | Michael Mørkøv   | Deceuninck-Quick Step  | + 0s     |
| 7. | André Greipel    | Israel Start-Up Nation | + 0s     |
| 8. | Peter Sagan      | Bora-Hansgrohe         | + 0s     |
| 9. | Anthony Turgis   | TotalEnergies          | + 0s     |
| 10. | Cees Bol         | Team DSM               | + 0s     |

## Classificações ao final da etapa

### Classificação geral(Maillot Jaune)
| \| Classificação geral \| Classificação geral \| Classificação geral \| Classificação geral \| Classificação geral \| \| Ciclista \| Ciclista \| Equipe \| Tempo \| \| \| ------------------- \| ------------------- \| ------------------- \| ------------------- \| ------------------- \| \| 1. \| Tadej Pogačar \| UAE Team Emirates \| 38h25m17s \| \| \| 2. \| Ben O'Connor \| AG2R Citroën Team \| + 2m01s \| \| \| 3. \| Rigoberto Urán \| EF Education-Nippo \| + 5m18s \| \| \| 4. \| Jonas Vingegaard \| Jumbo-Visma \| + 5m32s \| \| \| 5. \| Richard Carapaz \| Ineos Grenadiers \| + 5m33s \| \| \| 6. \| Enric Mas \| Movistar Team \| + 5m47s \| \| \| 7. \| Wilco Kelderman \| Bora-Hansgrohe \| + 5m58s \| \| \| 8. \| Alexey Lutsenko \| Astana-Premier Tech \| + 6m12s \| \| \| 9. \| Guillaume Martin \| Cofidis \| + 7m02s \| \| \| 10. \| David Gaudu \| Groupama-FDJ \| + 7m22s \| \| |                  |                     |           |
| |                  |                     |           |
| Fonte: ProCyclingStats |                  |                     |           |
| Classificação geral |                  |                     |           |
| Ciclista | Ciclista         | Equipe              | Tempo     |
| 1. | Tadej Pogačar    | UAE Team Emirates   | 38h25m17s |
| 2. | Ben O'Connor     | AG2R Citroën Team   | + 2m01s   |
| 3. | Rigoberto Urán   | EF Education-Nippo  | + 5m18s   |
| 4. | Jonas Vingegaard | Jumbo-Visma         | + 5m32s   |
| 5. | Richard Carapaz  | Ineos Grenadiers    | + 5m33s   |
| 6. | Enric Mas        | Movistar Team       | + 5m47s   |
| 7. | Wilco Kelderman  | Bora-Hansgrohe      | + 5m58s   |
| 8. | Alexey Lutsenko  | Astana-Premier Tech | + 6m12s   |
| 9. | Guillaume Martin | Cofidis             | + 7m02s   |
| 10. | David Gaudu      | Groupama-FDJ        | + 7m22s   |

### Classificação por pontos(Maillot Vert)
| Classificação por pontos | Classificação por pontos | Classificação por pontos | Classificação por pontos | Classificação por pontos |
| Ciclista                 | Ciclista                 | Equipe                   | Pontos                   |                          |
| ------------------------ | ------------------------ | ------------------------ | ------------------------ | ------------------------ |
| 1.                       | Mark Cavendish           | Deceuninck-Quick Step    | 218 pts                  |                          |
| 2.                       | Michael Matthews         | BikeExchange             | 159 pts                  |                          |
| 3.                       | Sonny Colbrelli          | Bahrain Victorious       | 136 pts                  |                          |
| 4.                       | Jasper Philipsen         | Alpecin-Fenix            | 133 pts                  |                          |
| 5.                       | Nacer Bouhanni           | Arkéa-Samsic             | 117 pts                  |                          |
| 6.                       | Julian Alaphilippe       | Deceuninck-Quick Step    | 99 pts                   |                          |
| 7.                       | Peter Sagan              | Bora-Hansgrohe           | 92 pts                   |                          |
| 8.                       | Tadej Pogačar            | UAE Team Emirates        | 89 pts                   |                          |
| 9.                       | Wout van Aert            | Jumbo-Visma              | 77 pts                   |                          |
| 10.                      | Matej Mohorič            | Bahrain Victorious       | 62 pts                   |                          |

### Classificação da montanha(Maillot à Pois Rouges)
| Classificação da montanha | Classificação da montanha | Classificação da montanha | Classificação da montanha | Classificação da montanha |
| Ciclista                  | Ciclista                  | Equipe                    | Pontos                    |                           |
| ------------------------- | ------------------------- | ------------------------- | ------------------------- | ------------------------- |
| 1.                        | Nairo Quintana            | Arkéa-Samsic              | 50 pts                    |                           |
| 2.                        | Michael Woods             | Israel Start-Up Nation    | 42 pts                    |                           |
| 3.                        | Wout Poels                | Bahrain Victorious        | 39 pts                    |                           |
| 4.                        | Ben O'Connor              | AG2R Citroën Team         | 24 pts                    |                           |
| 5.                        | Sergio Higuita            | EF Education-Nippo        | 22 pts                    |                           |
| 6.                        | Guillaume Martin          | Cofidis                   | 14 pts                    |                           |
| 7.                        | Matej Mohorič             | Bahrain Victorious        | 11 pts                    |                           |
| 8.                        | Dylan Teuns               | Bahrain Victorious        | 10 pts                    |                           |
| 9.                        | Tadej Pogačar             | UAE Team Emirates         | 10 pts                    |                           |
| 10.                       | Mattia Cattaneo           | Deceuninck-Quick Step     | 9 pts                     |                           |

### Classificação do melhor jovem(Maillot Blanc)
| Classificação dos jovens | Classificação dos jovens | Classificação dos jovens | Classificação dos jovens | Classificação dos jovens |
| Ciclista                 | Ciclista                 | Equipe                   | Tempo                    |                          |
| ------------------------ | ------------------------ | ------------------------ | ------------------------ | ------------------------ |
| 1.                       | Tadej Pogačar            | UAE Team Emirates        | 38h25m17s                |                          |
| 2.                       | Jonas Vingegaard         | Jumbo-Visma              | + 5m32s                  |                          |
| 3.                       | David Gaudu              | Groupama-FDJ             | + 7m22s                  |                          |
| 4.                       | Aurélien Paret-Peintre   | AG2R Citroën Team        | + 11m54s                 |                          |
| 5.                       | Sergio Higuita           | EF Education-Nippo       | + 44m01s                 |                          |
| 6.                       | Valentin Madouas         | Groupama-FDJ             | + 1h01m28s               |                          |
| 7.                       | Lucas Hamilton           | BikeExchange             | + 1h02m01s               |                          |
| 8.                       | Mark Donovan             | Team DSM                 | + 1h05m33s               |                          |
| 9.                       | Neilson Powless          | EF Education-Nippo       | + 1h10m43s               |                          |
| 10.                      | Brent Van Moer           | Lotto-Soudal             | + 1h12m03s               |                          |

### Classificação por equipas(Classement par Équipe)
| Classificação por equipes | Classificação por equipes | Classificação por equipes | Classificação por equipes |
| Equipe                    | Equipe                    | Tempo                     |                           |
| ------------------------- | ------------------------- | ------------------------- | ------------------------- |
| 1.                        | Bahrain Victorious        | 115h33m28s                |                           |
| 2.                        | AG2R Citroën Team         | + 18m04s                  |                           |
| 3.                        | Ineos Grenadiers          | + 29m07s                  |                           |
| 4.                        | EF Education-Nippo        | + 42m38s                  |                           |
| 5.                        | Astana-Premier Tech       | + 43m17s                  |                           |
| 6.                        | Bora-Hansgrohe            | + 57m06s                  |                           |
| 7.                        | Jumbo-Visma               | + 59m11s                  |                           |
| 8.                        | UAE Team Emirates         | + 1h06m18s                |                           |
| 9.                        | Movistar Team             | + 1h13m13s                |                           |
| 10.                       | Trek-Segafredo            | + 1h18m45s                |                           |

## Abandonos
O alemão Jonas Koch não tomou a saída.